# Hanover (eiland)
Hanover (Spaans: Isla Hanover) is een eiland van de Patagonische Archipel in de gemeente Natales (regio Magellaan en Chileens-Antarctica) in het zuiden van Chili. Het oppervlak bedraagt 812 km². Het eiland is de locatie van Jules Vernes roman Twee jaar vakantie (1888).